# Tadeusz Buksiński
Tadeusz Buksiński (ur. 11 grudnia 1942 r. w Konotopie) – polski filozof, profesor zwyczajny, w latach 1999–2012 dyrektor Instytutu Filozofii Adama Mickiewicza w Poznaniu. Specjalizuje się w filozofii społecznej i politycznej oraz metodologii historii.

## Życiorys
Pierwsze studia ukończył w 1965 roku na Uniwersytecie Mikołaja Kopernika w Toruniu. Tematem jego pracy magisterskiej, pisanej pod kierunkiem Witolda Łukaszewicza było Zjednoczenie Emigracji Polskiej w latach 1832–1846. W 1968 roku obronił pracę magisterską napisaną pod kierunkiem Adama Schaffa pod tytułem Prezentyzm w historiografii amerykańskiej. W latach 1971–1973 pracował na stanowisku asystenta na Uniwersytecie Gdańskim. W 1973 roku uzyskał stopień doktora nauk humanistycznych, broniąc rozprawę doktorską, której promotorem był Adam Schaff, pod tytułem Problem poznania w amerykańskiej filozofii i historiografii XX wieku na Uniwersytecie Warszawskim. W latach 1973–1981 pracował na stanowisku adiunkta w Instytucie Filozofii na Uniwersytecie im. Adama Mickiewicza w Poznaniu. W 1981 roku uzyskał stopień doktora habilitowanego na podstawie rozprawy Problem uzasadniania wiedzy historycznej. W 1991 roku został profesorem Uniwersytetu im. Adama Mickiewicza w Poznaniu, a w 1993 roku otrzymał tytuł profesora z rąk prezydenta Lecha Wałęsy.
W latach 1986–1987 pełnił funkcje prodziekana Wydziału Nauk Społecznych ds. dydaktycznych, w 1988 był zastępcą dyrektora Instytutu Filozofii ds. naukowych, a w latach 1999–2012 pełnił funkcję Dyrektora Instytutu Filozofii. Od 1987 do 2001 był kierownikiem Zakładu Filozofii Humanistyki Instytutu Filozofii. Od 2001 roku kieruje Zakładem Filozofii Społecznej i Politycznej. Redaktor czasopisma "Science for Peace" (1991–1993), założyciel oraz redaktor Wydawnictwa Naukowego IF UAM (od 1991), współredaktor serii wydawniczej "Dia-Logos" w Peter Lang Publishing House (od 2002).
Autor ponad 150 publikacji naukowych.
6 grudnia 2010 roku otrzymał Medal Komisji Edukacji Narodowej za szczególne zasługi dla oświaty i wychowania.

## Stypendia i staże naukowe
- 1982–1983 stypendysta Fundacji im. Aleksandra von Humboldta w Ruhr University Bochum
- 1987 stypendysta projektu badawczego "Geschichte Denken" na Uniwersytecie w Bielefeldzie
- 1989 stypendysta Oxford Hospitality Scheme na Uniwersytecie Oksfordzkim
- 1999 stypendysta na Uniwersytecie Johanna Wolfganga Goethego we Frankfurcie nad Menem
- 2003 stypendysta The Council for Research in Values and Philosophy w Waszyngtonie
- 2010 stypendysta Bednarowski Foundation na University of Aberdeen

## Wybrane publikacje

### Monografie
1. Etyka ewangeliczna, Wydawnictwo Naukowe Instytutu Filozofii UAM, Poznań, 2012
2. Publiczne sfery i religie, Wydawnictwo Naukowe Instytutu Filozofii UAM, Poznań, 2011
3. Transformations and Continuations, Wydawnictwo Naukowe Instytutu Filozofii UAM, Poznań, 2011
4. Prawo a władza polityczna, Wydawnictwo Naukowe Instytutu Filozofii UAM, Poznań 2009
5. Współczesne filozofie polityki, Wydawnictwo Naukowe Instytutu Filozofii UAM, Poznań 2006
6. Liberalisation and Transformation of Morality in Post-Communist Countries, CRVP, Washington 2003
7. Moderność (Modernitat), Wydawnictwo Naukowe Instytutu Filozofii UAM, Poznan 2001
8. Beitrage zur Philosophischen Partnerschaft Deutschlands und Polens. Siegen-Poznań, (zusammen mit E Nowak-Juchacz und W.H. Schrader), Wydawnictwo Naukowe Instytutu Filozofii UAM, Poznań 2000
9. Racjonalność współdziałań. Szkice z filozofii polityki, Wydawnictwo Naukowe Instytutu Filozofii UAM, Poznań 1996
10. Essays in the Philosophy of History, Wydawnictwo Naukowe Instytutu Filozofii UAM, Poznań 1994
11. Interpretacja źródeł historycznych pisanych, Państwowe Wydawnictwo Naukowe, Warszawa-Poznań 1993
12. Zasady i metody interpretacji tekstów źródłowych, Państwowe Wydawnictwo Naukowe, Warszawa-Poznań 1992
13. Nowożytna kultura umysłowa Niemiec, Wydawnictwo Naukowe Adam Mickiewicz, Poznań 1985
14. Metodologiczne problemy uzasadniania wiedzy historycznej, Państwowe Wydawnictwo Naukowe, Warszawa–Poznań 1982
15. Problem obiektywności wiedzy historycznej, Państwowe Wydawnictwo Naukowe, Warszawa-Poznań 1979

### Redakcja naukowa książek
1. Religions in the Public Spheres, Peter Lang Publishing House, Frankfurt a/M 2011
2. Filozofia na Uniwersytecie w Poznaniu. Jubileusz 90-lecia., Wydawnictwo Naukowe Instytutu Filozofii UAM, Poznań 2010
3. W kręgu filozofii nauki, kultury i społeczeństwa, Buksiński T., Pakszys E., Wydawnictwo Naukowe Instytutu Filozofii UAM, Poznań 2009
4. Democracy in Western and Postcommunist Countries, Peter Lang Publishing House, Frankfurt/Main 2009
5. Herausgebung der wissenschaftlische Reihe: Philosophische Schriften (Pisma Filozoficzne) in: Wydawnictwo Naukowe Instytutu Filozofii UAM
6. Herausgebung der Schriftenreihe: DIA-LOGOS, in Peter Lang Verlag
7. Demokratie in Western and Postcommunist Countries, Peter Lang Verlag, 2008
8. Demokracja, samorządność,  prawo, Wydawnictwo Naukowe Instytutu Filozofii UAM, Poznań 2007
9. Eastern European Countries and the Challanges of Globalization, CRVP,  Washington 2005
10. Postkomunistyczne transformacje (Postkommunistische Transformationen), Wydawnictwo Naukowe Instytutu Filozofii UAM, Poznań 2002
11. Doświadczenie (Ehrfahrung), Wydawnictwo Naukowe Instytutu Filozofii UAM, Poznań 2001
12. Beitrage zur philosophischen Partnerschaft Deutschlands und Polens, Wydawnictwo Naukowe Instytutu Filozofii UAM, Poznań 2000
13. Idee filozoficzne w polityce (Die philosophische Ideen in der Politik), Wydawnictwo Naukowe Instytutu Filozofii UAM, Poznań 1998
14. Wspólnotowość wobec wyzwan liberalizmu (Gemeinschaft gegenüber der Herausforderungen des Liberalismus), Wydawnictwo Naukowe Instytutu Filozofii UAM, Poznań 1997
15. Rozumność i racjonalność (Vernünftigkeit und Rationalität), Wydawnictwo Naukowe Instytutu Filozofii UAM, Poznań 1997
16. Wolność a racjonalność (Freiheit und Rationalität), Wydawnictwo Naukowe Instytutu Filozofii UAM, Poznań 1994
17. Filozofia w dobie przemian (Philosophie in der Übergangsperiode), Wydawnictwo Naukowe Instytutu Filozofii UAM, Poznań 1994
18. Prawda i wartości w poznaniu humanistycznym (Wahrheit und Werte in Geisteswissenschaften), Wydawnictwo Naukowe Instytutu Filozofii UAM, Poznań 1992
19. Człowiek w swiecie znaczeń (Der Mensch in der Welt des Sinns), Colloquia Communia, Warszawa 1991
20. Szkice z filozofii działań (Beiträge zur Handlungsphilosophie), Wydawnictwo Naukowe Instytutu Filozofii UAM, Poznań 1991
21. Współczesna filozofia nauk (Die gegenwärtige Wissenschaftstheorie), Wydawnictwo Naukowe UAM, Poznań 1991
22. Interpretation in the Humanities, Wydawnictwo Naukowe UAM, Poznań 1990
23. Laws and Theories in Empirical Sciences, Wydawnictwo Naukowe UAM, Poznań 1988